# Gonoglasa contigua
Gonoglasa contigua är en fjärilsart som beskrevs av Alfred Ernest Wileman 1915. Gonoglasa contigua ingår i släktet Gonoglasa och familjen nattflyn. Inga underarter finns listade i Catalogue of Life.